# Stefano III il Grande
Stefano III, detto anche semplicemente Stefano il Grande o Stefano III di Moldavia; in rumeno Stefan III cel Mare o Ștefan cel Mare (Borzești, 1433 – Suceava, 2 luglio 1504), è stato un sovrano rumeno, voivoda di Moldavia dal 1457 al 1504, il regno moldavo più lungo registrato.
Stefano difese il suo regno dalle ambizioni espansionistiche del Regno d'Ungheria, del Regno di Polonia e dell'Impero Ottomano. La lunga guerra contro i turchi ed il grande successo militare nella battaglia di Vaslui lo resero molto popolare in Europa, tanto che papa Sisto IV lo nominò verus christianae fidei athleta ("vero campione della fede cristiana"). Venerato come santo dalla Chiesa ortodossa, che lo ricorda il 2 luglio, Ștefan pagò al sultano turco il riscatto per il Monte Athos, garantendo così la sopravvivenza di questa enclave monastica fondamentale per la storia della Chiesa d'oriente.

## Biografia

### Origini
Figlio del voivoda Bogdan II di Moldavia, Ștefan apparteneva alla casa reale dei Mușatini. Secondo i racconti popolari tramandati di generazione in generazione, Ștefan sarebbe stato concepito durante un soggiorno di una notte di Bogdan a Borzești, dove egli trascorse la notte a casa di una giovanissima e bellissima vedova, per ripartire l'indomani verso Suceava. Prima di partire però, lasciò alla giovane come regalo un anello d'oro sul quale erano raffigurate la corona reale e la firma del re.
Dopo alcuni mesi la donna avrebbe partorito un bambino che fu appunto chiamato Ștefan. All'età di dieci anni, Ștefan venne incolpato della morte di un suo coetaneo e venne portato assieme alla madre a Suceava davanti al sovrano che era, anche se da poco, proprio Bogdan. Una volta davanti al re la donna gli mostrò l'anello che lui le aveva donato 10 anni prima e gli disse che quello che aveva davanti non era altro che suo figlio. Bogdan allora lo prese sotto la sua protezione al palazzo reale.
Nel 1451 Bogdan II venne ucciso dal fratellastro Petru III Aron, che sferrò un attacco furtivo durante un matrimonio di uno dei boiardi di Bogdan. Il re fu catturato e decapitato mentre Ștefan riuscì a scappare e si rifugiò in Transilvania sotto la protezione del comandante militare János Hunyadi e poi in Valacchia, presso suo cugino Vlad III Țepeș.

### La scalata al potere
La Moldavia a partire dal 1451 precipitò in un periodo buio, determinato da vari scontri tra i due pretendenti al trono, Petru III Aron e Alexăndrel di Moldavia, e diverse guerre civili. Giovedì 12 aprile del 1457 Ștefan, ormai ventiquattrenne, assieme a 6 000 cavalieri valacchi si scontrò con le forze di Petru sulle rive del fiume Doljești e poi nuovamente il 14 aprile presso Orbic, dove Pertu Aron venne sconfitto e dove abbandonò lo scontro per rifugiarsi nel Regno di Polonia.
Ștefan allora, uscitone vincitore, si diresse verso Suceava dove chiese che i vari esponenti del regno si radunassero sulla pianura chiamata câmpia Dreptății, vicino al castello reale, dove davanti ai grandi proprietari terrieri, ai nobili e ai più importanti esponenti della Chiesa ortodossa fu proclamato principe e incoronato.
Nel 1459 Ștefan lanciò un'offensiva contro il Regno di Polonia, per eliminare Petru Aron. Il voivoda ed il re Casimiro IV di Polonia siglarono un accordo: la Moldavia riconobbe la Polonia quale suzerain e il fuggiasco Aron venne formalmente bandito dalle terre dei Mușatini.

### Il regno
A partire dal 1462 Ștefan raffreddò i suoi rapporti con la Valacchia. Vlad III rifiutò infatti di cedergli la preziosa fortezza di Chilia, sul Mar Nero (nell'attuale Ucraina), e la difese da un attacco congiunto di moldavi e turchi: durante lo scontro lo stesso Ștefan venne ferito alla  caviglia sinistra dallo scoppio di una granata, restando menomato all'arto per tutta la vita. La fortezza venne conquistata solo nel 1465, quando Vlad III venne imprigionato da Mattia Corvino d'Ungheria. Nel 1466 Ștefan riottenne la Fortezza di Chotyn dalla Polonia.
Il crescente potere del voivoda moldavo indispettì il sovrano ungherese. Con il pretesto di punire l'interferenza di Ștefan in Transilvania (ove il principe cercava il fuggiasco e sempre pericoloso Petru Aron), Mattia Corvino attaccò la Moldavia nel 1467 ma venne sconfitto nella Battaglia di Baia. Mattia e Ștefan conclusero a questo punto un accordo di pace in chiave anti-turca mentre il voivoda moldavo riusciva finalmente a catturare e far uccidere Petru Aron (1468).
Nel 1470, con la Battaglia di Lipnic, Ștefan stroncò una tentata invasione da parte dei Tartari. Nel 1471, Ștefan attaccava la Valacchia, ormai divenuta vassalla dell'Impero ottomano. Quattro anni dopo (1475), il voivoda affrontava in campo aperto il sultano Maometto II e lo sconfiggeva nella Battaglia di Vaslui, ponendo un freno temporaneo al dilagare dei turchi nei Balcani. Nel 1476 Ștefan venne sconfitto nella Battaglia di Valea Albă ma, fallito l'Assedio di Cetatea Neamțului (1476), i turchi furono costretti a ritirarsi causa pestilenza.
Mentre richiedeva inutilmente aiuti ai sovrani europei per la crociata contro Istanbul (la sua determinazione nel "tagliare il braccio destro ai pagani" gli valse l'appellativo di "vero atleta del cristianesimo" da parte del Papa Sisto IV), Ștefan depose il voivoda valacco Radu III cel Frumos (Radu il bello, fratello di Vlad III l'impalatore) e lo sostituì con Basarab III Laiotă cel Bătrân (Laiota il vecchio). Tornò in Valacchia nel 1482, quando depose il filo-ottomano Basarab IV Țepeluș cel Tânăr (esattamente il giovane piccolo impalatore) e lo sostituì con Vlad Călugărul (Vlad il monaco), altro fratello di Vlad III, che si rivelò un alleato più affidabile.
Nel 1484 i turchi tornarono in Moldavia, conquistando la fortezza di Chilia e Cetatea Albǎ. Ștefan sconfisse gli invasori nella Battaglia di Cătlăbuga (16 novembre 1485) e nuovamente nella Battaglia di Șcheia nel marzo del 1486. A partire dal 1494, aiuti concreti a Ștefan per la crociata contro i turchi vennero promessi da Giovanni I Alberto di Polonia che iniziò ad imbastire una coalizione polacco-moldava cui avrebbe partecipato anche il marchese Giovanni I di Brandeburgo.
Nel corso del 1496, Giovanni Alberto riuscì faticosamente a raccogliere un'armata di 80.000 polacchi. A questo punto la crociata degenerò però in un conflitto tra polacchi e moldavi (Guerra polacco-moldava) per il controllo della Galizia. Ștefan temette infatti un tradimento da parte di Giovanni Alberto, sospettandolo di voler assicurare il trono moldavo al fratello Sigismondo I Jagellone. Dopo il fallito Assedio di Suceava (1497), la Battaglia della Foresta di Cosmin chiuse la contesa in favore del voivoda Ștefan che non riuscì però a stroncare definitivamente Giovanni Alberto.
Pressato dalla nuova minaccia costituita dal sempre più potente regno polacco, il 20 agosto 1503, Ștefan concluse un accordo di pace con il sultano Bayezid II che garantì alla Moldavia l'indipendenza in cambio di un tributo annuale.

### Morte di Stefano il Grande

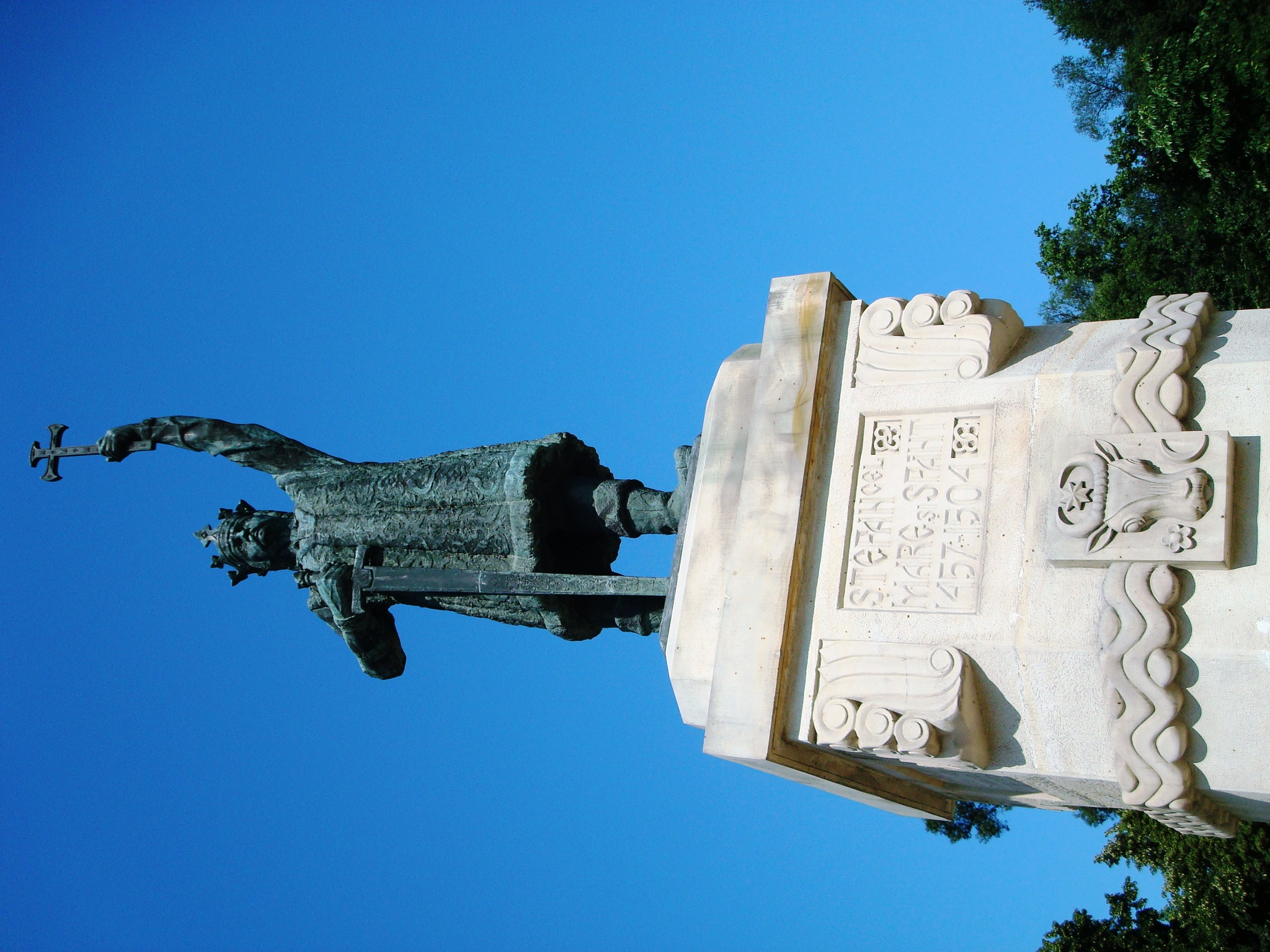
Monumento di Stefano il Grande a Chișinău.

Stefano era rimasto gravemente ferito ad una caviglia da una scheggia di granata durante l'assalto a Chilia nel 1462. La ferita, mai adeguatamente guarita, peggiorò nel 1486, quando il voivoda rimase schiacciato sotto il suo cavallo nella Battaglia di Șcheia. La menomazione aveva spinto Ștefan a circondarsi di dottori e guaritori: Hermann, "bacalaurio in medicina", l'astrologo Battista de Vesentio, il genovese maestro Zoano Barbero (1468), Isaac Beg (1473), don Antonio Branc ed i veneziani Mateo Muriano (1502) e Hieronimo di Cesena (1503).
Nel 1503 la situazione di Stefano, ormai anche affetto dalla gotta (che aveva immobilizzato le sue mani oltre che le sue gambe), peggiorò: il 9 novembre, il re d'Ungheria Ladislao II Jagellone scriveva al Doge di Venezia che "il voivoda di Moldavia era tormentato da un vecchio male". Il 30 giugno 1504 i dottori di Ștefan (tra cui Hieronimo di Cesena) operarono a Suceava la cauterizzazione della vecchia ferita alla gamba del sovrano. L'operazione debilitò l'anziano voivoda che morì la mattina del 2 luglio 1504.
Stefano il Grande venne sepolto presso il Monastero di Putna, dove, dopo essere riusciti a conquistare Suceava, i turchi ne trafugarono il corpo insieme alla sua spada. Il suo corpo venne restituito solamente nel secolo scorso, mentre la sua spada si trova tuttora ad Istanbul, nel museo del Topkapi.

## Famiglia
La prima moglie di Stefano fu una donna di incerte origini di nome Mărușca o Mărica, da cui ebbe il primogenito Alessandro, che sposò una figlia di Bartolomeu Dragfi, voivoda di Transilvania, e morì il 26 luglio 1496. La celebrazione e la legittimità di questo matrimonio è comunque dubbia. 
In seguito, nel 1463, Stefano sposò Eudocia di Kiev, strettamente imparentata con Casimiro IV di Polonia e Ivan III di Moscovia. Ebbero due figli, un secondo Alessandro, che nel 1486 venne inviato ostaggio a Costantinopoli e sposò una principessa bizantina, per poi sopravvivere al padre e cercare di reclamarne il trono; e una figlia, Olena (Elena), che sposò Ivan Molodoy, figlio di Ivan III, ed ebbe un figlio, Dimitri. 
Nel settembre 1472 Stefano sposò Maria di Mangup del principato di Teodoro, cugina della principessa moscovita Sofia Paleologa e parente dell'imperatore Davide II di Trebisonda. Maria morì nel dicembre 1477 senza aver avuto figli noti. 
L'ultima moglie di Stefano fu Maria Voichița, figlia di Radu III di Valacchia. Ebbero un figlio, Bogdan, e una figlia, Maria Cneajna, che si sposò nella Casata dei Sanguszko. 
Altri tre figli legittimi di Stefano, Pietro e i gemelli Bogdan-Vlad e Ilias, di cui non è nota la madre o le madri, morirono durante l'infanzia. 
Stefano generò anche alcuni figli illegittimi. Il maggiore di questi era Mircea, nato nel 1450 dalla nobildonna Călțuna di Brăila, che Stefano riconobbe nel 1480, dopo la morte del padre legale (un boiardo di Soči), con l'intento di nominarlo erede. Era inoltre il padre di Pietro Rares, principe di Moldavia nel 1527, nato da Maria Rareș. Dichiarava di essere suo figlio anche Stefano V di Moldavia, affermazione non provata ma ritenuta plausibile da diversi storici. In ogni caso, i contemporanei sostenevano che Stefano fosse solito avere rapporti con numerose donne di basso rango, al punto che i contadini della zona erano soliti definirsi "sangue del re". 

## Canonizzazione
Al volgere del XX secolo la Chiesa ortodossa rumena decise di santificare Ștefan cel Mare. Il processo di canonizzazione cominciò il 20 giugno 1992. Stefano III di Moldavia è ora noto come "Santo Principe Stefano il Grande" ed è festeggiato dalla Chiesa ortodossa il 2 luglio, giorno della sua morte.

## Lascito
Benché attraversato da numerosi combattimenti, il lungo regno di Ștefan fu nondimeno sede di sviluppo artistico e culturale: non meno di 44 chiese e monasteri vennero eretti; alcuni di essi sono inclusi tra i patrimoni dell'umanità dell'UNESCO.
Stefano fu il solo principe moldavo ad essere riuscito a stabilire rapporti diplomatici e culturali con l'Italia, soprattutto con Roma e con Venezia, identificando nel proprio nome la prima presa di contatto del popolo moldavo con la civiltà italiana.
Il Monumento di Stefano il Grande, a Chișinău, è oggi il più importante monumento a lui dedicato della Moldavia. La vittoria del principe a Vaslui è stata celebrata con una grande statua equestre sul luogo della battaglia e nel film Ștefan cel Mare - Vaslui 1475 del regista rumeno Mircea Drăgan in occasione del cinquecentesimo anniversario dello scontro (1975). L'effigie di Ștefan compare sulla monetazione moldava (Leu moldavo). Un altro notevole monumento a Stefano il Grande si trova a Bălți.